# Andrew Crosby
Andrew Crosby (Bella Coola, 5 de noviembre de 1965) es un deportista canadiense que compitió en remo.
Participó en tres Juegos Olímpicos de Verano, obteniendo una medalla de oro en Barcelona 1992, en la prueba de ocho con timonel, el sexto lugar en Seúl 1988 y el cuarto en Atlanta 1996, en la misma prueba.
Ganó dos medallas de plata en el Campeonato Mundial de Remo, en los años 1990 y 1991.

## Palmarés internacional
| Juegos Olímpicos   | Juegos Olímpicos     | Juegos Olímpicos | Juegos Olímpicos |
| Año                | Lugar                | Medalla          | Prueba           |
| ------------------ | -------------------- | ---------------- | ---------------- |
| 1992               | Barcelona (España)   | Medalla de oro   | Ocho con timonel |
| Campeonato Mundial |                      |                  |                  |
| Año                | Lugar                | Medalla          | Prueba           |
| 1990               | Tasmania (Australia) | Medalla de plata | Ocho con timonel |
| 1991               | Viena (Austria)      | Medalla de plata | Ocho con timonel |